# Forbes (Band)
Forbes war eine schwedische Dansband der 1970er Jahre.

## Hintergrund
Sie wurden beim Melodifestivalen 1977 ausgewählt, Schweden beim Eurovision Song Contest 1977 in London mit dem Schlager Beatles zu vertreten. Sie erhielten nur zwei Punkte und landeten auf dem letzten Platz.
Die Mitglieder der Gruppe waren Peter Forbes (Trompete, Perkussion), Roger Capello (Schlagzeug, Gesang), Claes Bure (Keyboard, Gesang), Peter Björk (E-Bass, Gesang), Anders Hector (Posaune, Gesang) und Chino Mariano (Gitarre, Gesang).